# Kanadische Bandynationalmannschaft der Herren
Die kanadische Bandynationalmannschaft der Herren präsentiert Kanada bei internationalen Spielen im Bandy. In den Jahren bis 2013 beendete die Mannschaft die Weltmeisterschaften meist auf dem achten Platz.
Die erste Weltmeisterschaftsteilnahme erfolgte 1991 in Finnland. Kanada belegte unter acht Teilnehmern den sechsten Platz. 2010 gewann Kanada souverän die B-Gruppe der Weltmeisterschaft und spielte in der Relegation gegen die Vereinigten Staaten um den Aufstieg in die A-Gruppe. Die Kanadier verloren aber mit 6:9. Durch eine Änderung im Turniermodus nimmt Kanada 2014 an der B-Gruppe der A-Weltmeisterschaft teil.

## Abschneiden bei Weltmeisterschaften
| WM   | Gastgeber | Platzierung                     | Gruppe        | Gruppenspiele                                                                             | Platzierungsspiele                                   |
| 1991 | Finnland Porvoo, Helsinki | 6. Platz (8 Teilnehmer)         | B-WM          | 0:10 Vereinigte Staaten 8:0 Niederlande 7:1 Ungarn                                        | 0:13 Vereinigte Staaten (Spiel um Platz 5)           |
| 1993 | Norwegen Hamar | 6. Platz (8 Teilnehmer)         | B-WM          | 0:8 Vereinigte Staaten 4:0 Niederlande 4:1 Ungarn                                         | 3:5 Vereinigte Staaten (Spiel um Platz 5)            |
| 1995 | Vereinigte Staaten Roseville | 7. Platz (8 Teilnehmer)         | B-WM          | 1:4 Vereinigte Staaten 2:14 Kasachstan 6:4 n. P. Ungarn                                   | 9:1 Ungarn (Spiel um Platz 7)                        |
| 1997 | Schweden Fagersta, Grängesberg, Katrineholm, Köping, Otterbäcken, Sandviken, Skövde, Slottsbron, Stockholm, Trollhättan, Vänersborg, Västerås | 7. Platz (9 Teilnehmer)         | B-WM          | 9:0 Niederlande 10:4 Ungarn 2:5 Vereinigte Staaten                                        | 1:5 Vereinigte Staaten (Spiel um Platz 6)            |
| 1999 | Russland Archangelsk | keine Teilnahme (6 Teilnehmer)  |               |                                                                                           |                                                      |
| 2001 | Schweden und Finnland Haparanda, Oulu | keine Teilnahme (7 Teilnehmer)  |               |                                                                                           |                                                      |
| 2003 | Russland Archangelsk | keine Teilnahme (9 Teilnehmer)  |               |                                                                                           |                                                      |
| 2004 | Ungarn Budapest | 9. Platz (11 Teilnehmer)        | B-WM          | 3:4 Vereinigte Staaten 6:2 Estland 2:3 Belarus 6:1 Niederlande 3:3 Ungarn                 | 1:5 Ungarn (Spiel um Platz 8)                        |
| 2005 | Russland Kasan | 8. Platz (11 Teilnehmer)        | B-WM          | 9:2 Ungarn 8:1 Niederlande 18:0 Estland 4:4 Belarus                                       | 12:3 Niederlande (Spiel um Platz 8)                  |
| 2006 | Schweden Eskilstuna, Gustavsberg, Katrineholm, Linköping, Oxelösund, Stockholm, Västerås                                                      | 8. Platz (12 Teilnehmer)        | B-WM          | 9:0 Niederlande 3:0 Ungarn 4:0 Estland 4:0 Mongolei 1:4 Vereinigte Staaten                | 5:0 Ungarn (Spiel um Platz 8)                        |
| 2007 | Russland Kemerowo | keine Teilnahme (12 Teilnehmer) |               |                                                                                           |                                                      |
| 2008 | Russland Moskau | 8. Platz (13 Teilnehmer)        | B-WM          | 6:0 Mongolei 6:1 Niederlande 10:0 Ungarn 3:0 Estland 7:1 Lettland 1:7 Vereinigte Staaten  | 3:1 n. P. Lettland (Spiel um Platz 8)                |
| 2009 | Schweden Eskilstuna, Solna, Stockholm, Västerås, Uppsala                                                                                      | 8. Platz (13 Teilnehmer)        | B-WM          | 3:4 Estland 5:0 Lettland 11:2 Mongolei 12:0 Ungarn 6:2 Niederlande 1:9 Vereinigte Staaten | 4:0 Estland (Spiel um Platz 8)                       |
| 2010 | Russland Moskau | 7. Platz (11 Teilnehmer)        | B-WM          | 15:2 Lettland 17:1 Niederlande 18:2 Mongolei 15:1 Ungarn                                  | 6:9 Vereinigte Staaten (Relegation zur A-WM)         |
| 2011 | Russland Kasan | 8. Platz (11 Teilnehmer)        | B-WM          | 14:3 Ungarn 13:0 Lettland 4:2 Niederlande 2:7 Belarus                                     | 18:1 Lettland (Spiel um Platz 8)                     |
| 2012 | Kasachstan Almaty | 8. Platz (14 Teilnehmer)        | B-WM          | 11:1 Niederlande 11:1 Ungarn 0:6 Belarus 13:2 Lettland                                    | 9:2 Ungarn (Spiel um Platz 8)                        |
| 2013 | Schweden Vetlanda | 8. Platz (14 Teilnehmer)        | B-WM A-Gruppe | 1:10 Vereinigte Staaten 6:3 Lettland 7:3 Ungarn                                           | 8:1 Ungarn 2:4 Vereinigte Staaten (Spiel um Platz 7) |
| 2014 | Russland Irkutsk | 17. Platz (X Teilnehmer)        | A-WM B-Gruppe | Norwegen Vereinigte Staaten Belarus                                                       | (Viertelfinale)                                      |

### WM-Bilanzen
Stand nach der WM 2013
| Land               | Sp. | S  | SnV | U | NnV | N  | TV     | TD  | Bemerkung                          |
| ------------------ | --- | -- | --- | - | --- | -- | ------ | --- | ---------------------------------- |
| Estland            | 6   | 5  | 0   | 0 | 0   | 1  | 38:6   | +32 | höchster WM-Sieg (18:0, 2005)      |
| Kasachstan         | 1   | 0  | 0   | 0 | 0   | 1  | 2:14   | −12 |                                    |
| Lettland           | 8   | 7  | 1   | 0 | 0   | 0  | 75:10  | +65 |                                    |
| Mongolei           | 3   | 3  | 0   | 0 | 0   | 0  | 28:2   | +26 |                                    |
| Niederlande        | 11  | 11 | 0   | 0 | 0   | 0  | 94:10  | +84 |                                    |
| Ungarn             | 17  | 14 | 1   | 1 | 0   | 1  | 131:32 | +99 |                                    |
| Vereinigte Staaten | 13  | 0  | 0   | 0 | 0   | 13 | 21:88  | −67 | höchste WM-Niederlage (0:13, 1991) |
| Belarus            | 4   | 0  | 0   | 1 | 0   | 3  | 8:20   | −12 |                                    |

Herren:
Belarus |
Deutschland |
Estland |
Finnland |
Japan |
Kanada |
Kasachstan |
Kirgisistan |
Lettland |
Mongolei |
Niederlande |
Norwegen |
Russland |
Schweden |
Somalia |
Ukraine |
Ungarn |
Vereinigte Staaten
Ehemalige Nationalmannschaften:
Sowjetunion
Damen:
Finnland |
Schweden |
Norwegen |
Russland |
Vereinigte Staaten |
Kanada |
Ungarn